# Kusukami Jumpei
Kusukami Jumpei (楠神 順平 Kusukami Jumpei, sinh ngày 27 tháng 8 năm 1987) là một cầu thủ bóng đá người Nhật Bản thi đấu cho Shimizu S-Pulse ở J1 League.

## Thống kê câu lạc bộ
Tính đến 27 tháng 3 năm 2018
| Câu lạc bộ               | Mùa giải            | Giải vô địch        | Giải vô địch | Giải vô địch | Cúp     | Cúp       | Cúp Liên đoàn | Cúp Liên đoàn | Châu lục | Châu lục  | Tổng    | Tổng      |
| Câu lạc bộ               | Mùa giải            | Hạng đấu            | Số trận      | Bàn thắng    | Số trận | Bàn thắng | Số trận       | Bàn thắng     | Số trận  | Bàn thắng | Số trận | Bàn thắng |
| ------------------------ | ------------------- | ------------------- | ------------ | ------------ | ------- | --------- | ------------- | ------------- | -------- | --------- | ------- | --------- |
| Kawasaki Frontale        | 2009                | J1 League           | 1            | 0            | 0       | 0         | 0             | 0             | –        | –         | 1       | 0         |
| Kawasaki Frontale        | 2010                | J1 League           | 22           | 3            | 3       | 2         | 2             | 0             | 3        | 0         | 30      | 5         |
| Kawasaki Frontale        | 2011                | J1 League           | 19           | 1            | 3       | 1         | 4             | 0             | –        | –         | 26      | 2         |
| Kawasaki Frontale        | 2012                | J1 League           | 28           | 5            | 2       | 1         | 4             | 1             | –        | –         | 34      | 7         |
| Kawasaki Frontale        | Tổng                | Tổng                | 70           | 9            | 8       | 4         | 10            | 1             | 3        | 0         | 91      | 14        |
| Cerezo Osaka             | 2013                | J1 League           | 24           | 0            | 3       | 0         | 5             | 0             | –        | –         | 32      | 0         |
| Cerezo Osaka             | 2014                | J1 League           | 26           | 1            | 4       | 0         | 2             | 0             | 5        | 0         | 37      | 1         |
| Cerezo Osaka             | 2015                | J2 League           | 21           | 3            | 0       | 0         | 0             | 0             | –        | –         | 21      | 3         |
| Cerezo Osaka             | Tổng                | Tổng                | 71           | 4            | 7       | 0         | 7             | 0             | 5        | 0         | 90      | 4         |
| Sagan Tosu               | 2016                | J1 League           | 1            | 0            | 0       | 0         | 3             | 0             | –        | –         | 4       | 0         |
| Western Sydney Wanderers | 2016–17             | A-League            | 27           | 3            | 2       | 0         | –             | –             | 6        | 2         | 35      | 5         |
| Western Sydney Wanderers | 2017–18             | A-League            | 11           | 1            | 4       | 0         | –             | –             | 0        | 0         | 15      | 1         |
| Western Sydney Wanderers | Tổng                | Tổng                | 38           | 4            | 6       | 0         | 0             | 0             | 6        | 2         | 50      | 6         |
| Shimizu S-Pulse          | 2018                | J1 League           | 1            | 0            | 0       | 0         | 2             | 0             | –        | –         | 3       | 0         |
| Tổng cộng sự nghiệp      | Tổng cộng sự nghiệp | Tổng cộng sự nghiệp | 181          | 17           | 21      | 4         | 22            | 1             | 14       | 2         | 238     | 24        |